# Santa Helena Esporte Clube
El Santa Helena Esporte Clube es un club de fútbol de la ciudad de Santa Helena, estado de Goiás en Brasil. Fundado el 17 de noviembre de 1965 y juega actualmente en el Campeonato Goiano de Serie C.

## Palmarés
- Campeonato Goiano Second Level (3): 1986, 2005, 2008
- Campeonato Goiano Third Level (1): 2007